# Paul François (politicus)
Paul Alfred Joseph François (Villers-sur-Semois, 15 november 1902 - 25 december 1982) was een Belgisch volksvertegenwoordiger.

## Levensloop
Van beroep landbouwer, trouwde François in 1935 met Aline Gourdange (1903-2002).
Hij werd in 1946 verkozen tot PSC-volksvertegenwoordiger voor het arrondissement Neufchâteau en bleef dit mandaat vervullen tot in 1949.